# Runka (Braniewo)
Runka (deutsch Ruhnenberg) war ein Ort im Kreis Heiligenbeil in Ostpreußen. Seine Ortsstelle befindet sich heute in der Landgemeinde Braniewo (Braunsberg) im Powiat Braniewski in der polnischen Woiwodschaft Ermland-Masuren.

## Geographische Lage
Die Ortsstelle Ruhnenbergs liegt im äußersten Nordwesten der Woiwodschaft Ermland-Masuren, 700 Meter östlich des Frischen Haffs (heute polnisch Zalew Wiŝlany) an der Mündung des früheren Ruhne-Grabens in das Haff. Die frühere Kreisstadt Heiligenbeil (heute russisch Mamonowo) ist zehn Kilometer in nordöstlicher Richtung, die heutige Kreisstadt Braniewo (Braunsberg) zehn Kilometer in südöstlicher Richtung entfernt.

## Geschichte
Das einst Die Runen, nach 1620 Runau, um 1785 Runenberg und erst nach 1820 Ruhnenberg genannte Gutsdorf wurde 1874 Teil des neu gebildeten Amtsbezirks Carben (ab 1931 „Karben“, heute russisch Prigorkino) im Kreis Heiligenbeil innerhalb des Regierungsbezirks Königsberg der preußischen Provinz Ostpreußen. Im Jahre 1910 zählte der Gutsbezirk Ruhnenberg 30 Einwohner.
Am 30. September 1928 schlossen sich die Gutsbezirke Ruhnenberg und Schettnienen (heute russisch Schtschukino) zur neuen Landgemeinde Schettnienen zusammen. Am 1. April 1938 wurde der Ortsteil Ruhnenberg aus der Gemeinde Schettnienen im Amtsbezirk Karben in die Gemeinde Alt Passarge (heute polnisch Stara Pasłęka) im Amtsbezirk Rossen (polnisch Rusy) umgegliedert.
In Kriegsfolge wurde Ostpreußen 1945 geteilt. Der nördliche Teil kam zur Sowjetunion, der südliche Teil zu Polen. Ruhnenberg lag nur wenige hundert Meter von der Staatsgrenze entfernt im polnischen Teil. Das Dorf erhielt kurzzeitig die polnische Namensform „Runka“, verschwand dann aber aus den amtlichen Verzeichnissen, weil es entweder nicht mehr besiedelt wurde oder aber in Stara Pasłęka aufgegangen ist. So gehört seine Ortsstelle heute zum Gebiet der Landgemeinde Braniewo (Braunsberg) im Powiat Braniewski (Kreis Braunsberg) innerhalb der Woiwodschaft Ermland-Masuren.

## Religion
Ruhnenberg war bis 1945 in das Kirchspiel der evangelischen Kirche Grunau (polnisch Gronowo) im Kirchenkreis Heiligenbeil in der Kirchenprovinz Ostpreußen der Kirche der Altpreußischen Union eingepfarrt. Auch römisch-katholischerseits gehörte Ruhnenberg zur Stadt Heiligenbeil, die seinerzeit dem Bistum Ermland zugeordnet war.

## Verkehr
Die nicht mehr erkennbare Ortsstelle Ruhnenbergs liegt an einer Landwegverbindung, die von Rusy (Rossen) bis an den Zalew Wiślany (Frisches Haff) führt. Bis 1945 waren Heiligenbeil und auch Braunsberg die nächsten Bahnstationen an der Bahnstrecke Berlin–Königsberg der Preußischen Ostbahn.